# Čínská numerologie
Čínská kultura je plná pověr. Mnohé z nich stojí na základě homofonie, jež je nerozdělitelnou součástí čínského jazyka. Oproti arabským číslicím většina čínské populace dělí číslice na šťastné a nešťastné. Hlavní roli zde právě hraje, zda daná číslice zní podobně jako slovo s negativním, či pozitivním významem. Čísla jsou v Číně také úzce spjata s Feng Shui. Je jím přiřazována světová strana, element a zda mají vlastnosti yin nebo yang. Důležitou roli také hrají v čínských horoskopech.

## Jedna
Číslo 1 (一, pinyin: yī, český přepis: i) je považováno za číslo neutrální. Nejčastěji je asociováno s jednotou či samotou. Často také funguje jako označeni pro nezadané. Z toho také vyplývá svátek 双十一 (pinyin: Shuāng shíyī, český přepis: Šuang š'-i) jenž v doslovném překladu znamená dvojitá 11. Jedná se o oslavu všech nezadaných a slaví se právě 11. listopadu.

## Dva
Číslo 2 (二, pinyin: Èr, český přepis: er nebo 两，pinyin: liǎng, český přepis: liang) je považováno za číslo šťastné. Toto je především zapříčiněno Čínskou vírou v harmonii (yin a yang atd.). Z toho také vyplývá čínské rčení Všechno dobré vždy přichází v páru. Tento fenomén je například možno sledovat u tradičních čínských svateb ve formě dvojverší. Často je také asociováno s čínským slovem pro jednoduchost 易(pinyin: yì, český přepis: I).

## Tři
Číslo 3 (三, pinyin: sān, český přepis: san) je považováno za číslo neutrální či lehce šťastné. Je homofonní se slovem 生(pinyin: shēng, český přepis: šeng) neboli "porod" či "růst". Ve feng shui toto číslo označuje tři fáze cesty – začátek prostředek a konec. Také často reprezentuje tří častí lidského života – narození, svatbu a smrt. V buddhismu toto číslo signifikuje Buddhu, dharmu a bronz. Proto lidé zapalují tři kadidla či třikrát zvoní na zvon.

## Čtyři
Číslo 4 (四, pinyin: sì, český přepis: s') je pro svou podobnost se slovem 死 (pinyin: sǐ, český přepis: s'), jenž znamená smrt, často označováno jako to nejnešťastnější. Proto se čínská kultura číslu čtyři vyhýbá jak je to jen možné. Například v budovách je čtvrté patro nahrazováno patrem 3A. To též platí i pro čísla pokojů, domů, poznávací značky aut atd. Dále také darování jakéhokoliv dárku, jenž obsahuje číslo čtyři, je chápáno jako ne příliš příznivé (4 jüan, 4 růže atd.), protože si to příjemce může vyložit jako přání smrti.

## Pět
Číslo 5 (五, pinyin: wǔ, český přepis: wu) je většinou bráno jako číslo neutrální, avšak v některých dialektech je možno jej chápat jako negativní. Asociováno je především s čínským slovem pro já:吾 (pinyin: wú, český přepis: wu) či ve svém negativím významu s citoslovcem pro naznak breku 呜(pinyin: wū, český přepis: wu). Číslo pět je v čínské kultuře také spojováno s pěti základními elementy, smysly, barvami atd. Ve staré Číně bylo toto číslo také dále spojováno s císařem.

## Šest
Číslo 6 (六, pinyin: liù, český přepis: liou) je bráno jako číslo šťastné, a to především v obchodní sféře. Vyplývá to z homofonie se slovem 溜(pinyin: liū, český přepis: liou) – hladký, bezproblémový. Číslo šest tudíž vyjadřuje hladký průběh děje (obchodní dohody), hlavně pokud se opakuje vícekrát po sobě.

## Sedm
Číslo 7 (七, pinyin: qī, český přepis: čchi) může být chápáno jako šťastné i nešťastné. Ve svém šťastném významu je především asociováno se slovem 齐(pinyin: qí, český přepis: čchi) – jednota, jednotný, tudíž je chápáno jako dobré číslo pro mezilidské vztahy. Oproti tomu ve svém nešťastném smyslu je spojováno se slovem 欺 (pinyin: qī, český přepis: čchi) – klamat. Dále je také propojeno s čínským svátkem duchů 鬼节 (pinyin: guǐ jié, český přepis: kuej ťie), jenž se slaví právě v sedmém měsíci čínského kalendáře.

## Osm
Číslo 8 (八 , pinyin: bā, český přepis: pa) je v čínské kultuře chápáno jako nejšťastnější. V čínštině je jeho výslovnost velmi podobná slovu 发(pinyin: fā, český přepis: fa), jenž je součástí fráze 发财(pinyin: fācái, český přepis: fa-cchaj) – vydělat si jmění. Oproti číslu čtyři je osmička velmi žádaná. Mnozí lidé si rádi připlatí za byt číslo osm, za co nejvíce osmiček v telefonním čísle či v registrační značce auta. Darování dárku obsahující číslo osm může být chápáno jako přání rychlého zbohatnutí.

## Devět
Číslo 9 (九 , pinyin: jiǔ, český přepis: ťiou) je čínské kultuře číslem pozitivním. Je homofonní se slovem 久(pinyin: qí, český přepis: čchi) reprezentující dlouhověkost. Díky této symboličnosti je číslo devět často inkorporováno do romantických gest (například 99 růží). V minulosti byla devítka také populární ve spojením s císařem.